# El7z Up
El7z Up (en hangul, 엘즈업; romanización revisada, Eljeueob; estilizado como EL7Z UP o EL7Z U+P) es un supergrupo proyecto femenino surcoreano formado a tavés del programa de competencias de Mnet, Queendom Puzzle. Está administrado por Apple Monster y DG Entertainment, y está compuesto por siete integrantes de diferentes grupos: Kei de Lovelyz, Yeeun de CLC, Yeoreum de WJSN, Yeonhee de Rocket Punch, Nana de Woo!ah!, Hwiseo de H1-Key, y Yuki de Purple Kiss. Debutaron el 14 de septiembre de 2023, con el extended play (EP) 7+Up.

## Nombre

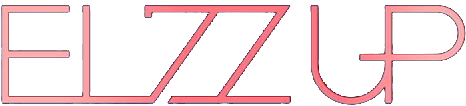
Logo de El7z Up

El nombre del grupo El7z Up, es la palabra «Puzzle» leída al revés, con el número «7» que representa el número de las miembros del grupo y reemplazando a una de las «z». El nombre representa a «las siete mejores miembros que el público 'adivinó'».

## Historia

### Predebut: Antecedentes y formación a través deQueendom Puzzle
Todas las miembros de El7z Up han debutado previamente en otros grupos. Kei debutó como miembro de Lovelyz en 2014, Yeeun debutó como miembro de CLC en 2015, posteriormente ambas debutaron también como solistas en 2019 y 2023, respectivamente. Yeoreum debutó como miembro de WJSN en 2016 y como miembro de la primera subunidad de WJSN, WJSN Chocome, en 2020. Yeonhee debutó como miembro de Rocket Punch en 2019. En 2020, Nana y Yuki debutaron como miembros de Woo!ah! y Purple Kiss respectivamente. Hwiseo debutó como miembro de H1-Key en 2022.
El7z Up fue formado a través del programa de competencias de telerrealidad Queendom Puzzle, un spin-off de Queendom, presentado por Taeyeon, el cual se emitió desde el 13 de junio hasta el 15 de agosto de 2023. El programa reunió a veintiocho idols femeninas y activas para formar un supergrupo compuesto por siete miembros. El 25 de julio, durante el séptimo episodio, se reveló el nombre del grupo. Durante la final, se dieron a conocer a las siete miembros definitivos del grupo, quienes debutarán en septiembre de ese mismo año.
Antes de aparecer en el programa, Kei participó en la primera temporada de la serie antecesora Queendom como parte del grupo Lovelyz.Yeoreum también participó en la segunda temporada como parte del grupo WJSN, donde terminaron en primer lugar..

### 2023-presente: Debut con7+Up, 2023 MAMA Awards, y gira mundial
El 14 de septiembre de 2023, El7z Up debutó con el lanzamiento de su primer EP 7+Up, y el sencillo principal «Cheeky». El grupo dirigió su primera gira en Japón titulado «Piece Up», en Saitama en Omiya Sonic City el 22 de octubre, en Osaka en el Grand Cube Osaka el 24 de octubre, y en Tokio en Tachikawa Stage Garden el 26 de noviembre.
El7z Up también se presentará en los 2023 MAMA Awards, antes de dirigir una gira mundial a finales de año.

## Miembros
- Kei (케이) – de Lovelyz
- Yeeun (예은) – de CLC
- Yeoreum (여름) – líder; de WJSN
- Yeonhee (연희) – de Rocket Punch
- Nana (나나) – de Woo!ah!
- Hwiseo (휘서) – de H1-Key
- Yuki (유키) – de Purple Kiss

## Discografía

### Extended plays
| Título | Detalles | Posicionamiento en listas | Posicionamiento en listas | Ventas                         |
| Título | Detalles | KOR                       | JPN                       | Ventas                         |
| ------ | --- | ------------------------- | ------------------------- | ------------------------------ |
| 7+Up   | - Publicación: 14 de septiembre de 2023 - Discográfica: Apple Monster, DG Entertainment - Formatos: CD, descarga digital, streaming | 11                        | —                         | - KOR: 45,167 - JPN: 85 (dig.) |

### Sencillos
| Título   | Año  | Posiciones en listas | Álbum |
| Título   | Año  | KOR DL               | Álbum |
| -------- | ---- | -------------------- | ----- |
| «Cheeky» | 2023 | 48                   | 7+Up  |

### Otras canciones
| Título        | Año  | Posiciones en listas | Álbum |
| Título        | Año  | KOR DL               | Álbum |
| ------------- | ---- | -------------------- | ----- |
| "Die for You" | 2023 | 167                  | 7+Up  |
| "Undercover"  | 2023 | 181                  | 7+Up  |
| "Hideaway"    | 2023 | 183                  | 7+Up  |
| "Cloud 9"     | 2023 | 196                  | 7+Up  |

## Filmografía

### Programas de telerrealidad
| Años | Título          | Notas                                                              | Ref.   |
| ---- | --------------- | ------------------------------------------------------------------ | ------ |
| 2023 | Queendom Puzzle | Programa de competencias donde se eligió a las miembros de El7z Up | [ 7 ]  |
| 2023 | El7z Up&Go      |                                                                    | [ 17 ] |

## Conciertos y giras
| Fecha                   | Ciudad  | País  | Lugar                  |
| ----------------------- | ------- | ----- | ---------------------- |
| 22 de octubre de 2023   | Saitama | Japón | Omiya Sonic City       |
| 24 de octubre de 2023   | Osaka   | Japón | Grand Cube Osaka       |
| 26 de noviembre de 2023 | Tokio   | Japón | Tachikawa Stage Garden |

## Premios y nominaciones
| Ceremonia   | Año  | Categoría                    | Receptor | Resultado | Ref.   |
| ----------- | ---- | ---------------------------- | -------- | --------- | ------ |
| MAMA Awards | 2023 | Artista del año              | El7z Up  | Nominado  | [ 18 ] |
| MAMA Awards | 2023 | Mejor nuevo artista femenino | El7z Up  | Nominado  | [ 18 ] |
| MAMA Awards | 2023 | Álbum del año                | 7+Up     | Nominado  | [ 18 ] |